# Cămătărie
Cămătăria semnifică perceperea de comisioane pentru împrumuturi.
În ziua de astăzi, cămătăria are o conotație negativă și semnifică perceperea ilegală de comisioane pentru împrumuturi. 
Industria bancară se bazează pe cămătărie în esență, pentru că împrumută bani cu dobândă, dar legislația permite asta în multe țări, cu limitarea dobânzilor la împrumuturi. În România, cămătăria e pedepsită prin lege, dar e permisă pentru anumite instituții care au voie să o practice (bănci, case de ajutor reciproc etc.)
Inițial, cămătăria a însemnat perceperea dobânzii de orice fel și, în unele societăți creștine și chiar astăzi în multe societăți islamice, perceperea dobânzii a fost considerată act de cămătărie. Unele dintre cele mai vechi interdicții ale cămătăriei provin din textele vedice din India. Dezaprobări similare se regăsesc în textele religioase din budism, iudaism, creștinism și islam (termenul este riba în arabă și ribbita în ebraică).

## Istorie
Cămătăria este cunoscută din cele mai vechi timpuri,  înainte de apariția banilor. Primele împrumuturi au fost acordate și returnate în produse naturale sau animale - de exemplu, cereale sau vite. Ideea unei „creșteri” a dobânzii  unui împrumut a apărut  din practică - un animal, luat pentru un timp ca forță de tragere sau pentru lapte, a fost returnat cu o creștere naturală în greutate. 

## Conciliile bisericești
Primul conciliu de la Niceea, în 325, a interzis clerului să se angajeze în camătă (canonul 17). În acel moment, cămătăria era de orice fel de dobândă și canonul a interzis clerului să împrumute bani în rate ale dobânzii chiar și la un nivel de 1% pe an. Ulterior, conciliile ecumenice au aplicat acest regulament laicilor.
Al treilea Conciliu de la Lateran, (1179) a decretat că persoanele care acceptă dobândă la împrumuturi nu puteau primi nici sacramentele, nici înmormântarea creștină. Papa Clement al V-lea a făcut credința în dreptul de a ucide o erezie în 1311 și a abolit orice legislație laică care a permis-o. Papa Sixt al V-lea a condamnat practica de a încasa dobândă ca fiind "detestabil pentru Dumnezeu și pentru om, blestemat de canoanele sacre și contrar carității creștine".

## Galerie de imagini

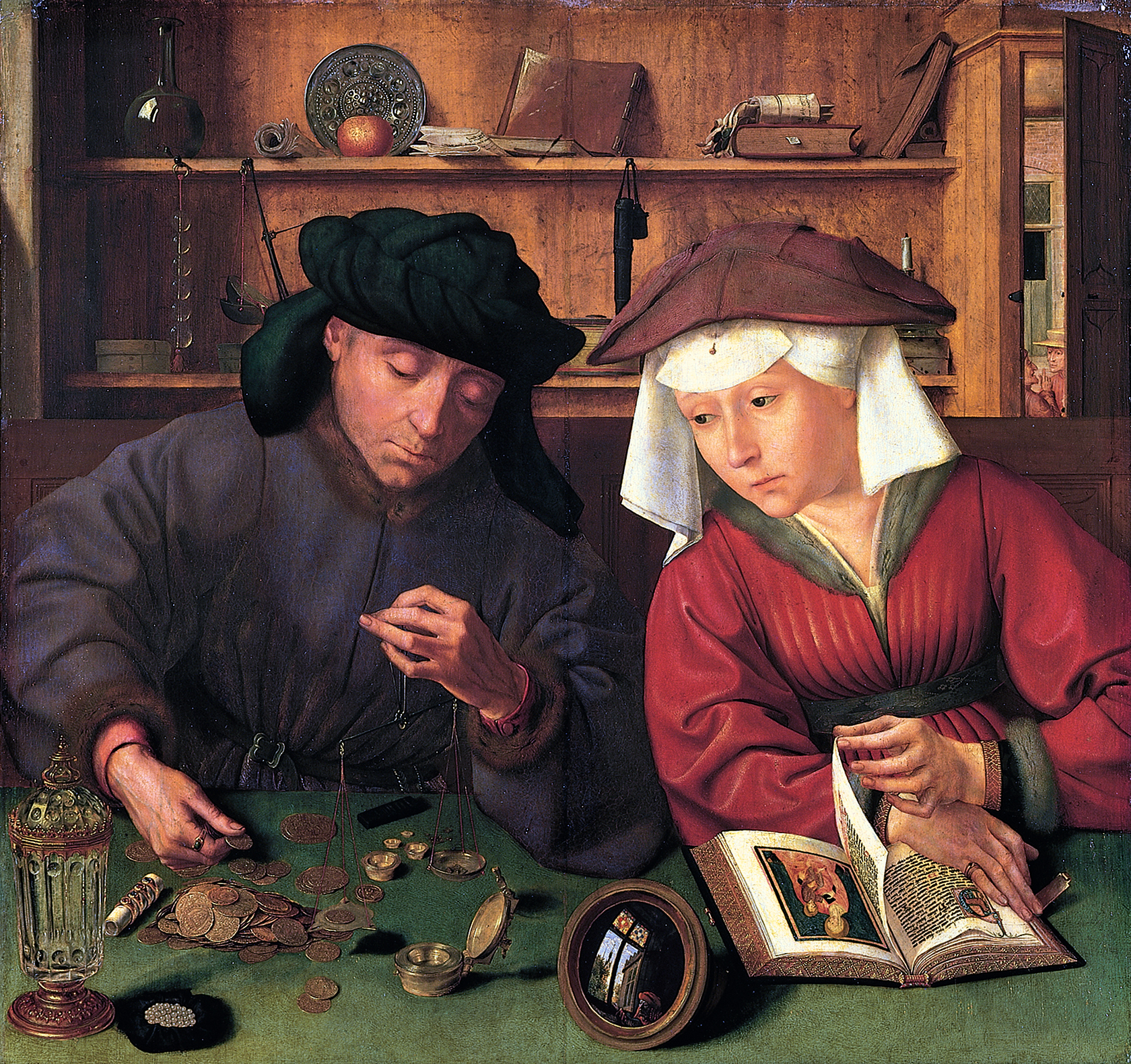
Quentin Massys - “Cămătarul şi soţia sa” (Musée du Louvre, Paris, 1514)
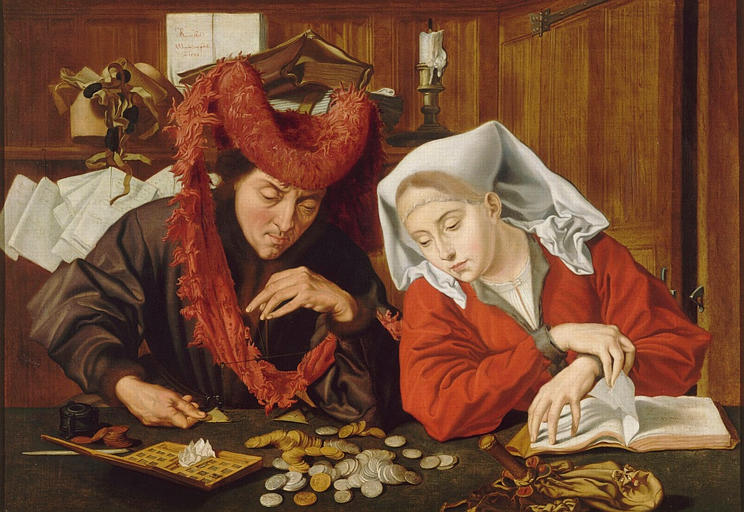
Marinus van Reymerswale - “Cămătarul şi soţia sa” (Museo Nacional del Prado, Madrid, 1538)